# 陳士瓚
陳士瓚（1607年—？），號黃流，浙江紹興府餘姚縣人，明朝政治人物。

## 生平
天啟七年（1627年）丁卯科浙江鄉試第九十三名舉人，崇禎十年（1637年）中式丁丑科會試第六十三名，三甲第二百十九名進士。禮部觀政，十二年（1639年）授進賢縣知縣，十五年（1642年）降調。

## 家族
曾祖陳文顯，知縣；祖父陳臬，貢生，鄉飲賓；父陳國謨，廩生。